# Železniška postaja Dravograd
Železniška postaja Dravograd je ena izmed železniških postaj v Sloveniji, ki oskrbuje bližnje naselje Dravograd.
Železniška proga Dravograd - Otiški Vrh je t. i. industrijski tir, ki je namenjen le tovornemu prometu. Pri Dravogradu se priključi na železniško progo Maribor - Prevalje d.m. Proga je ostanek nekdanje proge med Dravogradom in Celjem, katere odsek med Velenjem in Otiškim Vrhom je bil leta 1968 ukinjen in demontiran.